# Запольский сельсовет (Белыничский район)
Запо́льский сельсовет (бел. Запо́льскі сельсавет) — административная единица на территории Белыничского района Могилёвской области Республики Беларусь.

## Промышленность
Предприятия — ОАО «Падевичи».

## Торговля и бытовые услуги
Торговля — 5 магазинов.
Бытовые услуги — 1 комплексный приемный пункт по приему заказов на бытовые услуги.

## Социально-культурная сфера
Образование: 1 средняя школа, 1 детский сад.
Медицинское обслуживание: 1 сельская врачебная амбулатория.
Культурное обслуживание: 1 сельский клуб, 1 библиотека.

## Исторические места
Воинские захоронения — 19 мест.

## Состав
Включает 28 населённых пунктов:
- Аксеньковичи — деревня;
- Ананьевка — деревня;
- Барсуки — деревня;
- Глубокий Брод — деревня;
- Дальний — посёлок;
- Добриловичи — деревня;
- Дручаны — деревня;
- Замочулье — деревня;
- Заполье — деревня;
- Заречье — деревня;
- Иглица — деревня;
- Ксаверово — деревня;
- Лыньков — деревня;
- Маковка — деревня;
- Межонка — деревня;
- Мотыга — деревня;
- Падевичи — деревня;
- Паньково — деревня;
- Подкряжник — деревня;
- Подчерешень — деревня;
- Поповка — посёлок;
- Прожектор — посёлок;
- Рубеж — деревня;
- Семиковка — деревня;
- Синьково — деревня;
- Старина — деревня;
- Стодолище — деревня;
- Студёнка — деревня.

Упразднённые населённые пункты:
- Гуриневка — хутор;
- Сковородка — посёлок.